# Lycaeides delunata
Lycaeides delunata är en fjärilsart som beskrevs av Nordström 1933. Lycaeides delunata ingår i släktet Lycaeides och familjen juvelvingar. Inga underarter finns listade i Catalogue of Life.